# Джильдоне
Джільдоне, Джільдоне (італ. Gildone) — муніципалітет в Італії, у регіоні Молізе,  провінція Кампобассо.
Джильдоне розташоване на відстані близько 195 км на схід від Рима, 8 км на південний схід від Кампобассо.
Населення — 822 особи (2014).
Покровитель — San Sabino.

## Демографія
Населення за роками:

Станом на 1 січня 2023 року в муніципалітеті офіційно проживало 25 іноземців з 11 країн, серед них 11 громадян країн Євросоюзу та 1 громадянин України.

## Сусідні муніципалітети
- Камподіп'єтра
- Черчемаджоре
- Ферраццано
- Єльсі
- Мірабелло-Саннітіко